# Essoyes
Essoyes – miejscowość i gmina we Francji, w regionie Grand Est, w departamencie Aube.
Według danych na rok 1990 gminę zamieszkiwało 685 osób, a gęstość zaludnienia wynosiła 19 osób/km².

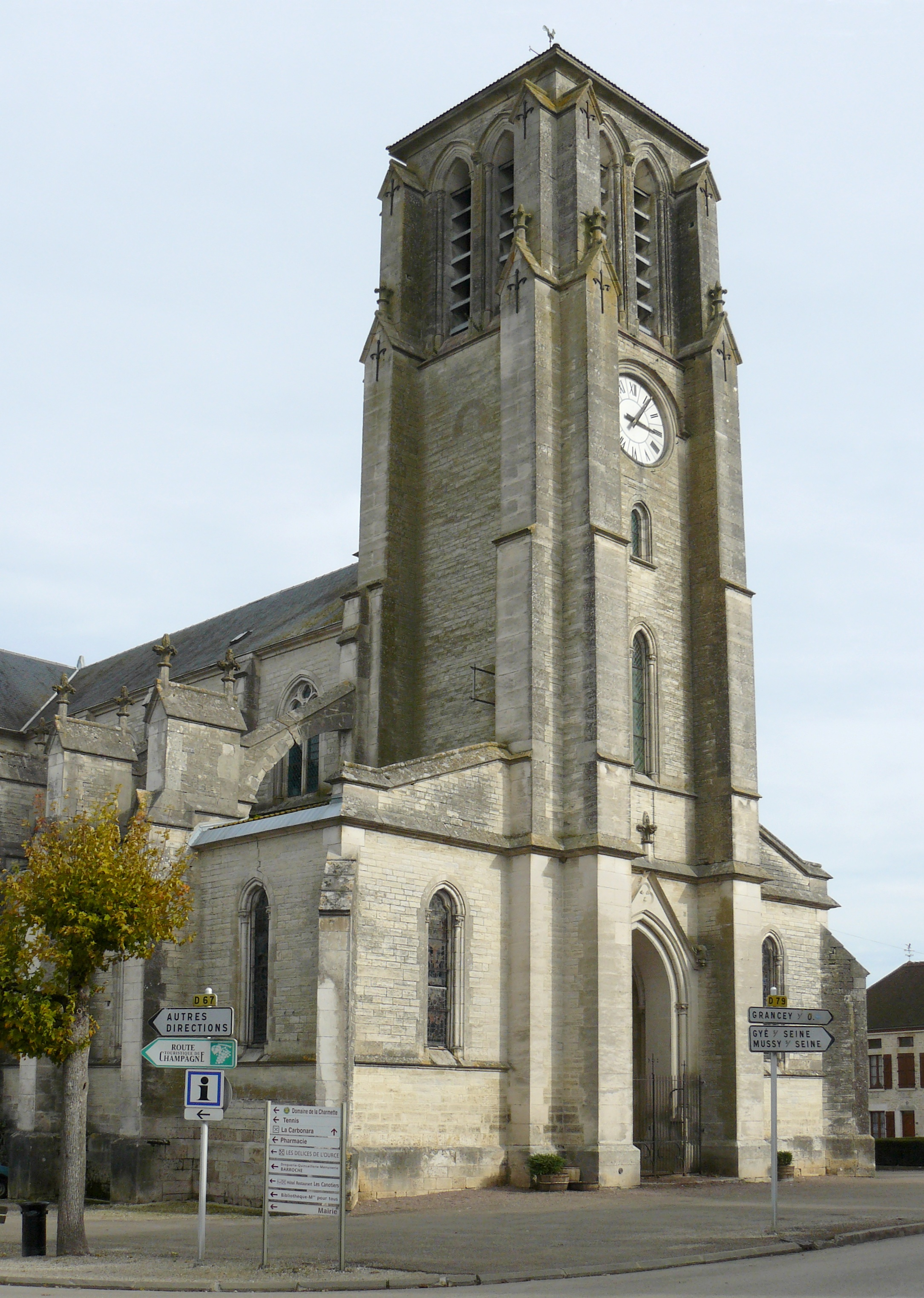
Neogotycki kościół z roku 1865 w Essoyes, 2010